# Az Enabling Grids for E-sciencE alkalmazásai

## Nagyenergiájú részecskefizikai (High Energy Physics – HEP) alkalmazások
Négy részecskefizikai kísérlet, az ALICE (A Large Ion Collider Experiment), az ATLAS, a CMS (the Compact Muon Solenoid experiment), valamint az LHC (The Large Hadron Collider Project) eredményeinek feldolgozása nagymértékben épül az EGEE infrastruktúrájára. Mind a négy kísérlet más-más tudományos célt szolgál, az azonban közös bennük, hogy számos vizsgálatot kell elvégezi a nagy energiájú protonok vagy nehéz ionok összeütközésekor létrejövő „eseményeket” nagy mennyiségű adattal.

## Biológiai és orvosi alkalmazások
Jelenleg kilenc alkalmazás létezik, s több új kezdeményezés jelenleg is átgondolás alatt áll.
Ez a kilenc alkalmazás a következő:
- GATE (rádióterápia tervező, orvosi tomográfiai alkalmazás)
- GPS@ (Grid géntudomány webportál) egy portál, mely különböző Grid alapú protein analizáló eszközöket biztosít
- CDSS (Klinikai döntéstámogató rendszer), melynek célja egészségügyi szempontból lényeges adatok kinyerése a rendelkezésre álló információk halmazából, annak érdekében, hogy segítse a klinikai gyakorlat végzését
- gPTM3D (interaktív radiológiai vizualizációs és feldolgozó program), mely a Griden történő interaktív feladatok futtatását irányítja, ellenőrzött adatok kutatása és analízise érdekében
- Mammogrid, melynek célja egy európai mammogram adatbázis létrehozása, mely Az EGEE az Európai Bizottság által támogatott projekt – szerződés száma: INFSO-RI-508833 felhasználható egészségmegőrző kutatásokhoz, valamint az EU-n belüli kutatási együttműködéshez
- SiMRI 3D, olyan képszimulátor szolgáltatás, mely segítségével a kutatóközösség jobban megértheti a komplex mágneses rezonancia (MR) technológiáját
- xmipp_MLrefine (Makromolekuláris 3D struktúra analízis), mely a makromolekulák 3D-s struktúraanalízisét teszi lehetővé zajos elektronmikroszkóp képek alapján
- GridGRAMM: egyszerű interfész a molekuláris kötés weben történő nyomon követésére. Jelenleg képes magas vagy alacsony felbontású, protein-protein vagy ligand-receptor párok összehasonlítására
- GROCK, molekuláris kölcsönhatások tömeges megfigyelésének a weben keresztül történő megfigyelését lehetővé tevő alkalmazás

## Földkutatás
Geocluster a szeizmikus mozgások nyomon követéséhez szükséges eszközök piacának vezető cége, melynek szoftvere az első ipari alkalmazás, amely az EGEE infrastruktúráján termékszolgáltatásként fut, az Expanding GEOsciences on DEmand (EGEODE) virtuális szervezetén belül. Az EGEODE mind magán, mind nyilvános kutatólaboratóriumok számára hozzáférhető. Lehetővé teszi a kutatók részére, hogy szeizmikus adatokhoz jussanak hozzá, és a földkéreg rétegeit kutassák.
Az Earth Observation a GOME műhold adataival, illetve az ERS/SAR műholdak kísérleteiből származó adatokkal dolgozik. A Grid lehetőséget ad a kutatóknak, hogy az ózonréteg helyreállításának kérdéseit analizálják
A Solid Earth Physics alkalmazások a földrengés mechanizmusait vizsgálják, és numerikus szimulációt végeznek komplex 3D-s földtani modellekkel.
Az első Hydrology alkalmazás megvizsgálja a tengervíz betörés kihasználásának hatásait egy parti víztározó esetében, a mediterrán medencében, Monte Carlo szimulációt használva, egy 3D-s sűrűség függő talajvíz és só áramlás modellen.
Az éghajlatkutatást segítendő, létezik egy árvíz előrejelzési alkalmazás, mely szimuláció
sorozatot végez a kísérleti adatokból kiindulva, meteorológiai, víztani illetve hidraulikus modelleket használva. Jelenleg a CrossGrid tesztkörnyezetből az EGEE infrastruktúrájába
való áttelepítése folyik.

## Általános alkalmazások
- Grace: Célja egy Griden alapuló elosztott kereső és kategorizáló motor létrehozása volt. A projekt konkrét és korai visszajelzés adott az EGEE számára a Grid használatáról és

segített a Grid elterjedésének tudatosításában
- MAGIC alkalmazás a légörvények (air shower) viselkedését szimulálja, mint nagy energiájú kozmikus sugárzás eredményét. Ezek a szimulációk szükségesek a Kanáriszigeten lévő MAGIC teleszkóp adatainak analizálásához, melyek révén a nagy energiájú

gamma sugarakat, és eredetüket tanulmányozhatjuk.
- ESA Planck projekt feladata a mikrohullámú atmoszféra feltérképezése, legalább 2 teljes

vizsgálat révén, melynek során egyedülálló légkör és frekvencia kombinációt, pontosságot,
stabilitást, és érzékenységet használnak a mérés során.